# Badminton-Nationalliga A 2013/14
Die Badminton-Nationalliga A der Saison 2013/2014 als höchste Spielklasse im Badminton in der Schweiz zur Ermittlung des nationalen Mannschaftsmeisters bestand aus einer Vorrunde im Modus Jeder gegen jeden und anschliessenden Play-off-Spielen. Meister wurde der BC Uzwil.

## Vorrunde
| Platz | Team                  | Punkte | Spiele  | +/- | Sätze     | +/- | Partien |
| ----- | --------------------- | ------ | ------- | --- | --------- | --- | ------- |
| 1     | BC Uzwil              | 37     | 68 : 44 | 24  | 152 : 113 | 39  | 14      |
| 2     | BC La Chaux-de-Fonds  | 36     | 66 : 46 | 20  | 147 : 112 | 35  | 14      |
| 3     | BV St. Gallen         | 35     | 64 : 48 | 16  | 140 : 113 | 27  | 14      |
| 4     | SC Uni Basel          | 29     | 59 : 53 | 6   | 131 : 120 | 11  | 14      |
| 5     | BC Yverdon-les-Bains  | 28     | 59 : 53 | 6   | 136 : 124 | 12  | 14      |
| 6     | BV Team Solothurn     | 23     | 51 : 61 | −10 | 124 : 140 | −16 | 14      |
| 7     | Union Tafers-Fribourg | 20     | 44 : 68 | −24 | 107 : 150 | −43 | 14      |
| 8     | Team Argovia          | 16     | 37 : 75 | −38 | 96 : 161  | −65 | 14      |

## Halbfinale
- BV St. Gallen – BC La Chaux-de-Fonds: 6:2, 3:5
- BC Uzwil – SC Uni Basel: 4:4, 4:4 (19:17)

## Endspiel
- BC Uzwil – BV St. Gallen: 5:3, 4:4